# Schmalstreifen-Streifenbeutelmaus

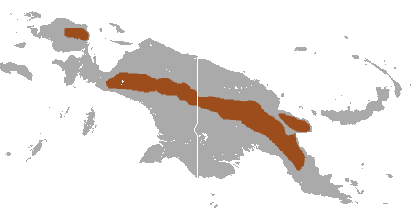
Verbreitungsgebiet der Schmalstreifen-Streifenbeutelmaus

Die Schmalstreifen-Streifenbeutelmaus (Phascolosorex dorsalis) kommt in den Bergen der Insel Neuguinea vor. 

## Unterarten und Verbreitung
Es gibt drei Unterarten: 
- Phascolosorex dorsalis dorsalis, die Nominatform, lebt im Arfakgebirge im Norden der Halbinsel Vogelkop,
- P. dorsalis brevicaudata kommt in der Weyland Range im Westen der Provinz Papua vor und
- P. dorsalis whartoni im neuguineischen Zentralgebirge (Maokegebirge und Bismarckgebirge), sowie in den Bergen der Huon-Halbinsel.

## Merkmale
Männchen der Schmalstreifen-Streifenbeutelmaus haben eine Kopf-Rumpf-Länge von etwa 16,5 cm, einen 15,5 cm langen Schwanz und erreichen ein Gewicht von bis 132 bis 145 g. Weibchen bleiben mit Kopf-Rumpf-Längen von etwa 11,5 bis 13,5 cm und Schwanzlängen von 11,5 bis 14,5 cm etwas kleiner. Diese Daten wurden im Westen des Verbreitungsgebietes erhoben. Die Tiere im Osten sind wesentlich kleiner. Männchen erreichen hier ein Gewicht von 43 bis 73 g, Weibchen sind 36 bis 54 g schwer.
Charakteristisch und namensgebend für die Gattung ist ein dunkler Rückenstreifen, durch den sich die Tiere von allen anderen Beutelmäusen aus Neuguinea unterscheiden lassen. Der Streifen ist deutlich schmaler als bei der Rotbauch-Streifenbeutelmaus (Phascolosorex doriae) und die Schmalstreifen-Streifenbeutelmaus ist auch deutlich kleiner als ihre Schwesterart. Der Bauch der Tiere ist rötlich. Die Rückenhaare der im Westen lebenden Tiere haben oft weißliche Spitzen, bei den im Osten vorkommenden Tieren findet sich dieses Merkmal weit seltener.

## Lebensweise
Die Schmalstreifen-Streifenbeutelmaus lebt in neuguineischen Gebirgen in Nebelwäldern in Höhen von 1500 bis 3600 Metern. Sie ist wahrscheinlich tagaktiv und primär bodenbewohnend. Als Nahrung dienen vor allem Spinnen und Insekten. Außerdem werden kleine Wirbeltiere (Frösche und kleine Säuger) verzehrt. Schmalstreifen-Streifenbeutelmäuse vermehren sich das ganze Jahr über. Geburten erfolgen in der Regel in einem Abstand von neun Monaten. Die Weibchen haben vier Zitzen im Beutel.
Die Schmalstreifen-Streifenbeutelmaus wird von der IUCN als nicht gefährdet (least concern) gelistet, da sie weit verbreitet und die Population im gesamten Verbreitungsgebiet hoch ist.